# Higueras de Campaña
Higueras de Campaña är en ort i Mexiko.   Den ligger i kommunen Cosalá och delstaten Sinaloa, i den centrala delen av landet, 1 000 km nordväst om huvudstaden Mexico City. Higueras de Campaña ligger 226 meter över havet och antalet invånare är 222.
Terrängen runt Higueras de Campaña är lite kuperad. Runt Higueras de Campaña är det mycket glesbefolkat, med 6 invånare per kvadratkilometer. Närmaste större samhälle är Cosalá, 17,2 km öster om Higueras de Campaña. I omgivningarna runt Higueras de Campaña växer i huvudsak lövfällande lövskog.